# Atlantikwall-museum (Hoek van Holland)

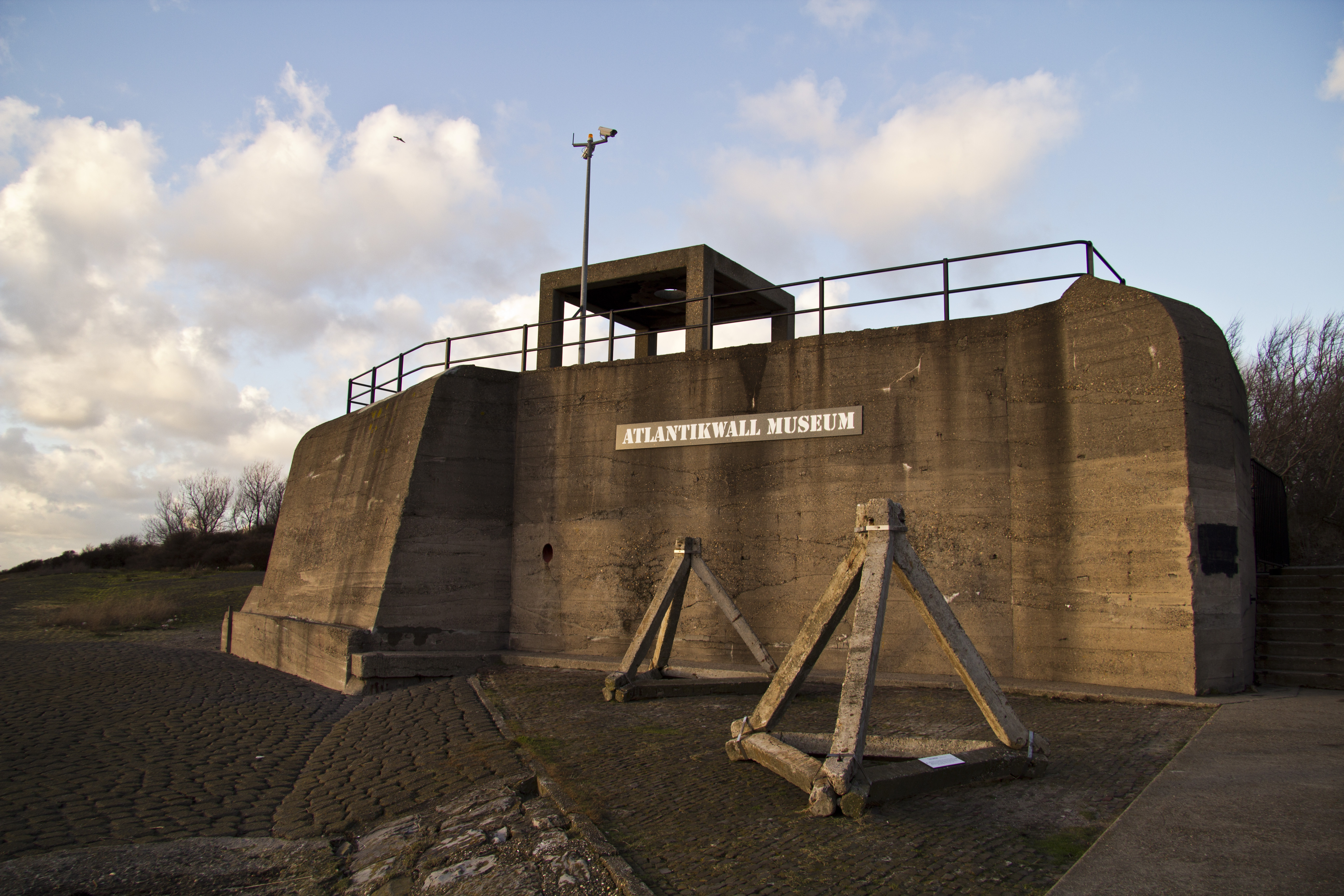
Atlantikwall-museum

Het Atlantikwall-museum is een bezoekers- en kenniscentrum in het Zuid-Hollandse Hoek van Holland met betrekking tot de Atlantikwall. Het museum bevindt zich in een Duitse bunker van het type 611, die gebouwd is langs de pier in Hoek van Holland, bij de monding van de Nieuwe Waterweg.

## Ontstaan
In 1996 werd het eerste Atlantikwall-Museum van Nederland in Hoek van Holland opgericht door Stichting ‘Vesting Hoek van Holland’. Het museum werd gevestigd in een Duitse geschutsbunker van het type 625b welke deel uitmaakte van de verdediging van Marine-Flak-Batterie Nordmole. Deze bunker bevindt zich aan de Badweg in Hoek van Holland en is thans (juli 2016) nog steeds onderdeel van het museum. De bunker staat nu bekend als ‘Bunker 2’.
Als gevolg van de sterk toenemende belangstelling en de groeiende collectie werd besloten het museum te verhuizen naar een nabijgelegen grotere geschutsbunker van het type 611. Na jarenlange restauratiewerkzaamheden is het vernieuwde Atlantikwall-Museum in 2012 geopend. Het museum wordt door vrijwilligers beheerd.

## Het museum
Meerdere diorama's en vitrines met een diversiteit aan authentieke uitrustingsstukken, wapens, uniformen en documenten informeren de bezoeker over de diverse aspecten van de Atlantikwall. Te zien zijn verschillende opstellingen met betrekking tot Atlantikwall, zoals de voorgeschiedenis, de bunkerbouw, (dwang)arbeid, de Organisation Todt, propaganda, communicatie en de sociale gevolgen. Daarnaast wordt in het museum de 'Festung Hoek van Holland' onder de loep genomen. Hoek van Holland werd door de Duitsers beschouwd als belangrijkste Nederlandse kustplaats in de Tweede Wereldoorlog, vanwege de toegang tot de Rotterdamse haven en het achterland.
In de geschutsruimte van de museumbunker staat een origineel stuk Duits geschut opgesteld van het type Pak 40. Onder de geschutsruimte bevindt zich de voormalige hulzenput, welke sinds de zomer van 2014 ook voor publiek toegankelijk is. Het museum beschikt tevens over een ‘bunkerbioscoop’ waar relevante documentaires worden afgespeeld. Buiten staat een Flak 38-luchtafweerkanon opgesteld.

### Rondleidingen
Het museum organiseert tijdens sommige openstellingsdagen rondleidingen door het omliggende duingebied. Tijdens deze rondwandeling worden met begeleiding van een gids diverse zichtbare en onzichtbare bunkers uit de voormalige 'Flakbatterie Nordmole' bezocht.